# Okres Stargard
Okres Stargard (polsky Powiat stargardzki) je okres v polském Západopomořanském vojvodství. Rozlohu má 1519,94 km² a v roce 2023 zde žilo 119 128 obyvatel. Sídlem správy okresu je město Stargard, které se nachází ve štětínské aglomeraci.

## Gminy
Městská:
- Stargard

Městsko-vesnické:
- Chociwel
- Dobrzany
- Ińsko
- Suchań

Vesnické:
- Dolice
- Kobylanka
- Marianowo
- Stara Dąbrowa
- Stargard

## Města
- Chociwel
- Dobrzany
- Ińsko
- Stargard
- Suchań

## Sousední okresy
| Růžice kompasu | Štětín  | Goleniów       | Łobez     | Růžice kompasu |
| Růžice kompasu | Gryfino | Sever          | Drawsko   | Růžice kompasu |
| Růžice kompasu | Gryfino | Okres Stargard | Drawsko   | Růžice kompasu |
| Růžice kompasu | Gryfino | Jih            | Drawsko   | Růžice kompasu |
| Růžice kompasu | Pyrzyce | Myślibórz      | Choszczno | Růžice kompasu |